# Friedhelm Groppe
Friedhelm Groppe (* 17. Oktober 1942; † 10. April 2014 in Würzburg) war ein deutscher Fußballspieler.

## Sportliche Laufbahn
Groppe feierte seine größten Erfolge mit Borussia Dortmund. 1965 wurde er Deutscher Pokalsieger, ein Jahr später gelang ihm mit Dortmund der Sieg im Europapokal der Pokalsieger, wenngleich er nicht in der Endspielaufstellung stand. Er hatte sich aber 1966 einen Stammplatz erkämpft und brachte es in diesem Jahr auf 15 Bundesligaeinsätze und vier Europapokaleinsätze. Im Finale musste er verletzt Rudi Assauer Platz machen.
Im Jahre 1966 wurde er zusammen mit der Mannschaft des BVB mit dem Silbernen Lorbeerblatt ausgezeichnet.
Groppe spielte von 1969 bis 1972 in der damals zweitklassigen Regionalliga für den Karlsruher SC, kam in dieser Zeit auf 85 Einsätze (kein Tor). Ab 1972 spielte er noch 121-mal für den Würzburger FV, wobei er 10 Tore erzielte. Mit dem Abstieg des Vereins 1980 beendete er seine Karriere. In den letzten beiden Jahren spielte er dabei an der Seite von Josef „Sepp“ Weiß, der in den 1970er Jahren mit dem FC Bayern München Welt- und Europapokalsieger wurde, und Günter Fürhoff, der 153 Mal für Rot-Weiss Essen in der Bundesliga antrat.

## Erfolge
- 1966 Sieg im Europapokal der Pokalsieger mit Borussia Dortmund
- 1965 Deutscher Pokalsieger mit Borussia Dortmund
- 1966 Fußball-Bundesliga: Vizemeister mit Borussia Dortmund, 1965 und 1967 jeweils Platz 3 mit Borussia Dortmund

## Trivia
Groppe starb am 10. April 2014 im Würzburger Stadtteil Heidingsfeld.